# Макколли

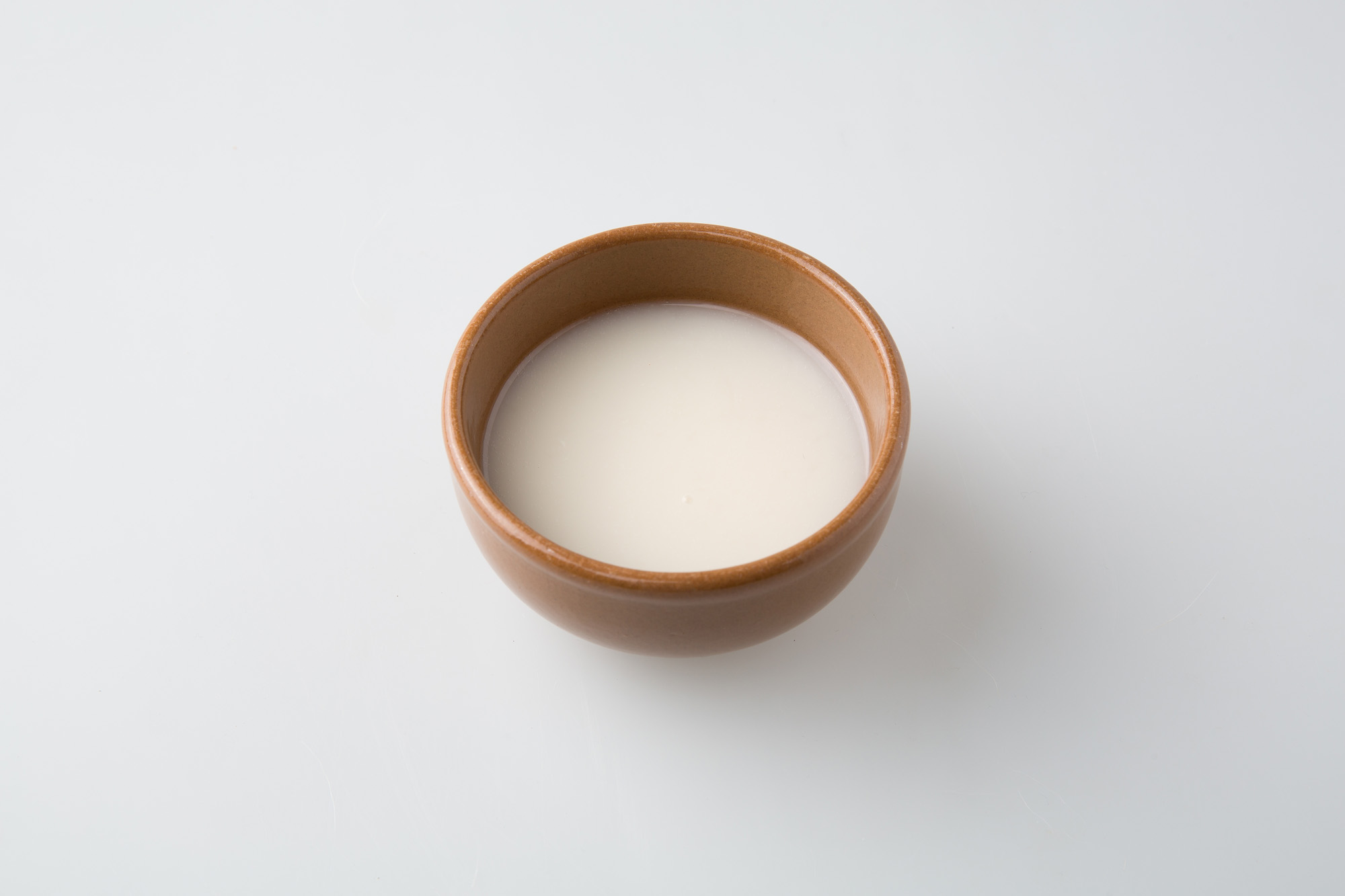
Чашка с макколли

Макколли́  (кор. 막걸리, англ. makgeolli) — корейский традиционный напиток, имеющий крепость от 6,5 до 7 %.

## Названия
Также известен под названиями:
- тхакчу́ (кор. 탁주?, 濁酒?, «мутный алкогольный напиток») — как противоположность чхонджу, «прозрачному алкогольному напитку»;
- нонджу́ (кор. 농주?, 農酒?, «сельский алкогольный напиток»);
- чэджу́ (кор. 재주?, 滓酒?);
- хведжу́ (кор. 회주?, 灰酒?).

## Изготовление
Изготавливается из риса путём ферментации смеси варёного риса и воды, имеет молочный цвет и сладкий вкус. Также известен как «корейское рисовое вино». В последнее время напиток становится популярным в городах, особенно среди молодёжи.

## История
Макколли является старейшим алкогольным напитком в Корее. Рисовое вино варилось с эпохи трёх королевств, которая длилась с 1-го века до нашей эры до 7-го века нашей эры. Употребление рисового вина во времена правления короля Тонмёна (37—19 гг. до н. э.) упоминается в истории основания царства Когурё в «Чхэван-унги» («Песни императоров и королей»), корейской книге 13-го века времён династии Корё. Есть много других ранних записей, упоминающих рисовое вино на Корейском полуострове. В исторической хронике времён королевства Корё «Самгук юса» («Памятные вещи трёх королевств») упоминается о приготовлении рёрэ (醪醴, «пасмурное рисовое вино») в королевстве Силла для короля Суро Кая его потомком семнадцатого поколения в 661 году, в своем разделе называется Карагук-ки (Запись государства Кара). В китайской книге эпохи династии Цзинь «Саньгочжи» («Записи о Трёх царствах») раздел «Дунъи» (восточные варвары) «Вэй-шу» («История_Вэй») содержит наблюдение о том, что «корейцы из Когурё обладают навыками приготовления кисломолочных продуктов, вина, соевой пасты, солёной и ферментированной рыбы». В японской книге периода Асука «Кодзики» («Записи древних дел») в разделе под названием «Одзин-тэнно» («Император Одзин») упоминается человек по имени Дзимбан (яп. 仁番, по-корейски Инбён) из королевства Пэкчэ, который учил варить вино. Стихотворение Гун Цзиши (кит. 公子時), написанное китайским поэтом династии Тан Ли Шанъинь, упоминает вино Силла (新羅酒), сделанное из не клейкого риса.

## Употребление
Макколли обычно продают в пластиковых бутылках. Традиционно макколли подаётся в металлической или деревянной чашке, из которой отдельные чашки и миски наполняются с помощью ковша. Поскольку это нефильтрованный напиток, как правило, макколли перемешивают перед употреблением.
Макколли также использовался во время обрядов предков в Корее.